# The Great Moment (1944)
The Great Moment is een Amerikaanse dramafilm uit 1944 onder de regie van Preston Sturges. 

## Verhaal
William Thomas Green Morton is een tandarts in Boston. Als eerste arts verdooft hij zijn patiënten met ether. Hij moet een strijd leveren om zijn nieuwe verdovingsmethoden ingang te doen vinden in de medische wereld en bij het brede publiek.

## Rolverdeling
| Acteur            | Personage                                  |
| ----------------- | ------------------------------------------ |
| Joel McCrea       | William Thomas Green Morton                |
| Betty Field       | Elizabeth Morton                           |
| Harry Carey       | Professor Warren                           |
| William Demarest  | Eben Frost                                 |
| Louis Jean Heydt  | Dr. Horace Wells                           |
| Julius Tannen     | Dr. Charles Jackson                        |
| Edwin Maxwell     | Vicevoorzitter van het Medisch Genootschap |
| Porter Hall       | President Franklin Pierce                  |
| Franklin Pangborn | Dr. Heywood                                |
| Grady Sutton      | Homer Quimby                               |
| Donivee Lee       | Betty Morton                               |
| Harry Hayden      | Rechter Shipman                            |
| Torben Meyer      | Dr. Dahlmeyer                              |
| Victor Potel      | Tandartspatiënt                            |
| Thurston Hall     | Senator Borland                            |